# Scotinomys teguina
Scotinomys teguina es una especie de roedor de la familia Cricetidae.

## Distribución geográfica
Se encuentra en Costa Rica, El Salvador, Guatemala, Honduras, México, Nicaragua, y Panamá. 